# 布羅克島
77°51′N 114°27′W / 77.850°N 114.450°W

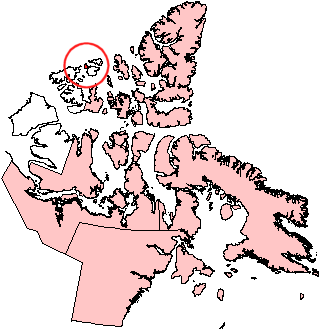

布羅克島是加拿大的島嶼，位於北冰洋海域，屬於伊麗莎白女王群島的一部分，由西北地區負責管轄，長41公里、寬39公里，面積764平方公里，最高點海拔高度67米，島上無人居住。